# Fernando Ferreira (Leichtathlet)
Fernando Carvalho Ferreira (* 13. Dezember 1994 in Ribeirão Preto) ist ein brasilianischer Leichtathlet, der sich auf den Hochsprung spezialisiert hat. In dieser Disziplin wurde er 2015 und 2021 Südamerikameister im Freien sowie 2020 und 2024 in der Halle.

## Sportliche Laufbahn
Erste internationale Erfahrungen sammelte Fernando Ferreira im Jahr 2013, als er bei den Panamerikanischen-Juniorenmeisterschaften in Medellín mit übersprungenen 2,05 m den siebten Platz belegte, ehe er bei den Juniorensüdamerikameisterschaften in Resistencia mit 2,15 m die Silbermedaille gewann. Im Jahr darauf siegte er dann bei den U23-Südamerikameisterschaften in Montevideo mit einer Höhe von 2,24 m und 2015 siegte er dann auch bei den Südamerikameisterschaften in Lima und nahm anschließend erstmals an den Panamerikanischen Spielen in Toronto teil, bei denen er mit 2,20 m den siebten Platz belegte. 2016 verteidigte er bei den U23-Südamerikameisterschaften in Lima mit 2,20 m seinen Titel und im Jahr darauf gewann er bei den Südamerikameisterschaften in Luque mit 2,19 m die Bronzemedaille hinter dem Venezolaner Eure Yáñez und seinem Landsmann Talles Silva. Anschließend verbesserte er seine Bestleistung auf 2,30 m und qualifizierte sich damit für die Weltmeisterschaften in London, bei denen er mit 2,29 m aber den Finaleinzug verpasste. 2018 nahm er an den Südamerikaspielen in Cochabamba teil und gewann dort mit übersprungenen 2,25 m die Silbermedaille hinter dem Venezolaner Yáñez. Anschließend gewann er bei den Ibero-Amerikanischen Meisterschaften in Trujillo mit 2,10 m die Bronzemedaille hinter dem Argentinier Carlos Layoy und seinem Landsmann Silva. Im Jahr darauf gewann er dann bei den Südamerikameisterschaften in Lima mit 2,21 m die Silbermedaille hinter dem Panamaer Alexander Bowen und erreichte anschließend bei den Panamerikanischen Spielen ebendort mit 2,26 m Rang vier. 2020 siegte er bei den erstmals ausgetragenen Hallensüdamerikameisterschaften in Cochabamba mit einer Höhe von 2,25 m. Anfang Dezember siegte er mit 2,25 m beim Grande Prêmio Brasil Caixa und 2021 siegte er zum zweiten Mal bei den Südamerikameisterschaften in Guayaquil mit übersprungenen 2,29 m. Ende Juli startete er dann bei den Olympischen Spielen in Tokio und verpasste dort mit 2,21 m den Einzug ins Finale.
2022 startete er bei den Hallenweltmeisterschaften in Belgrad und belegte dort mit 2,24 m den siebten Platz. Zudem wurde er im selben Jahr wegen eines Dopingvergehens mit Cannabis für kurze Zeit gesperrt. Im Jahr darauf gewann er bei den Südamerikameisterschaften in São Paulo mit 2,21 m die Silbermedaille hinter dem Argentinier Carlos Layoy. Im August schied er bei den Weltmeisterschaften in Budapest mit 2,25 m in der Qualifikationsrunde aus und gelangte dann bei den Panamerikanischen Spielen in Santiago de Chile mit 2,21 m auf den fünften Platz. 2024 siegte er mit 2,21 m erneut bei den Hallensüdamerikameisterschaften in Cochabamba. Im Mai gewann er bei den Ibero-Amerikanischen Meisterschaften in Cuiabá mit 2,15 m die Bronzemedaille hinter dem Mexikaner Edgar Rivera und seinem Landsmann Thiago Moura. Anschließend verpasste er bei den Olympischen Sommerspielen in Paris mit 2,20 m den Finaleinzug. Im Jahr darauf gewann er bei den Hallensüdamerikameisterschaften in Cochabamba mit 2,16 m die Silbermedaille hinter seinem Landsmann Thiago Moura, wie auch bei den Südamerikameisterschaften Ebde April mit einer Höhe von 2,13 m.
In den Jahren 2014 und 2017 sowie 2021 und 2024 wurde Ferreira brasilianischer Meister im Hochsprung.